# فطيرة تين
فطيرة التين أو لفافة التين هي لفافة محلّاة محشوّة بعجينة التين التي تعود إلى عصور مصر القديمة، ولا زالت تؤكل حتى الآن. فطيرة التين الحديثة وانتشارها الكبير كان نتيجة لتطور الإنتاج الصناعي من قبل الأمريكي تشارلز روزر عام 1892م/1309هـ، وسُوّق لها من قبل شركة نابيسكو باسم تين نيوتن.[بحاجة لمصدر]

## التاريخ
فطيرة التين هي وجبة خفيفة شهيرة في أغلب أنحاء العالم. منشؤها في شمال الأناضول، وتُداولت من قبل بحارة ومستكشفين الدول المتقدمة في السابق، فأصبحوا مشتهرين في الجنوب، وأماكن النمو السكاني على سواحل البحر الأبيض المتوسط
مع تطور تقنيات الطبخ، أتاحت مقدرة الإنسان لزيادة فترة تخزين الأطعمة على نقلها والسفر بها. ويُرجح بأن المصريون القدماء هم أول من ابتكر فطائر التين، والتي وُجدت محفوظة في غطاء مخبز الدقيق.
أصبح التين شديد التداول خلال مرحلة تطوّر طرق المقايضة والتجارة الكبيرة خلال فترة ما بين القرنين الخامس عشر والسابع عشر. كرّسّ كريستوفر كولومبوس صفحةً كاملةً لوصف الأوقات الممتعة بالنسبة إليه عندما كان يتخم نفسه من أكل التين في الشرق، بينما قرن ماركو بولو المرأة بجمال التين. وقد كان ذلك أيضاً خلال الفترة التي وصل فيها التين إلى أمريكا، وحيث وصلت إسبانيا إلى جزيرة هيسبانيولا عام 1520م/926هـ.

## الإنتاج التجاري
حتى نهايات القرن التاسع عشر، كان العديد من الفيزيائيين يعتقدون بأن الأمراض كانت مرتبطة بمشاكل في الهضم، وبناءً على ذلك فقد كانوا يأخذون حصة يومية من الفواكه والبسكويت. وحتى هذا الوقت فإن فطائر التين لا زالت تخبز محليّاً، وهو مخبوز ذو صناعة يدوية. 

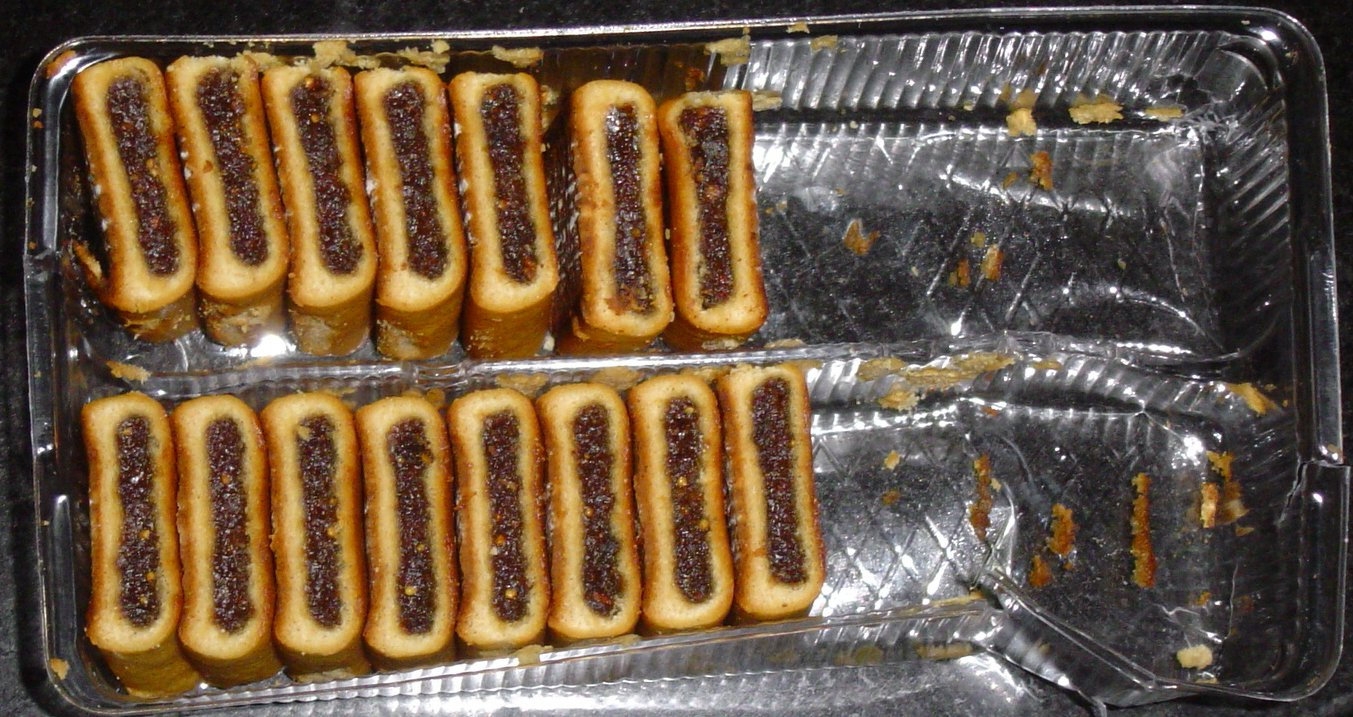
طبق بلاستيكي من "تين نيوتن" المُنتج بكميات تجارية كبيرة للمستهلكين.

الإنتاج التجاري الهائل لفطائر التين في عام 1891م/1308هـ من قبل خبّاز فيلادلفيا ومُحبّ التين تشارلز روزر، الذّي مُنح في عام 1892م/1309هـ براءة اختراع؛ لاختراعه آلة تحشو عجينة التين في مخلوط شبيه بعجينة الكعك، وغالباً ما تستعمل فكرة حشو التين داخل المخاليط العجينية لإضفاء صوت القرمشة في الفطيرة. أطلق تشارلز روزر على فطائر التين اسم تين نيوتن (بالإنجليزية: Newton's fig) نسبةً إلى بلدة نيوتن، ماساتشوستس المحليّة.

## وصلات خارجية.
- احتفال القرن الواحد والعشرين للتين - مقارنة بين أنواع فطائر التين.
- فيليسيتي كلوك: كيف تخبز أجود فطائر التين.